# Can't Touch Us Now
Can't Touch Us Now è l'undicesimo album in studio del gruppo musicale britannico Madness, pubblicato nel 2016.

## Tracce
1. Can't Touch Us Now – 4:13 (Chris Foreman, Lee Thompson)
2. Good Times – 2:53 (Daniel Woodgate, Nick Woodgate)
3. Mr. Apples – 3:38 (Graham McPherson)
4. I Believe – 3:44 (Mike Barson, Thompson)
5. Grandslam – 2:35 (Foreman, McPherson)
6. Blackbird – 4:03 (Foreman, McPherson)
7. You Are My Everything – 4:08 (Barson)
8. Another Version of Me – 2:40 (D. Woodgate, N. Woodgate)
9. Mumbo Jumbo – 3:23 (Thompson, Keith Finch)
10. Herbert – 3:57 (Barson, McPherson)
11. Don't Leave the Past Behind You – 2:45 (D. Woodgate, N. Woodgate)
12. (Don't Let Them) Catch You Crying – 4:10 (Foreman, Thompson)
13. Pam the Hawk – 4:37 (Barson, McPherson)
14. Given the Opportunity – 3:31 (Foreman, Thompson)
15. Soul Denying – 5:13 (Barson, Thompson)
16. Whistle in the Dark – 3:29 (Barson, Thompson)

### The Greatest Show on Earth (Can't Touch Us NowSpecial Edition)
Disco 1
- Il primo disco contiene le sedici tracce della versione originale.

Disco 2
1. Mr. Apples (alternate version) – 3:30 (McPherson)
2. Grandslam (instrumental demo) – 2:04 (Foreman, McPherson)
3. Mumbo Jumbo (demo) – 3:10 (Thompson, Finch)
4. Good Times (demo) – 3:04 (D. Woodgate, N. Woodgate)
5. You Are My Everything (demo) – 4:45 (Barson)
6. Another Version of Me (demo) – 3:58 (D. Woodgate, N. Woodgate)
7. Blackbird (instrumental demo) – 3:04 (Foreman, McPherson)
8. Herbert (demo) – 3:50 (Barson, McPherson)
9. I Believe (demo) – 3:33 (Barson, Thompson)
10. Don't Let Them (Catch You Crying) (demo) – 3:27 (Foreman, Thompson)
11. Pam the Hawk (demo) – 3:51 (Barson, McPherson)
12. Soul Denying (demo) – 5:33 (Barson, Thompson)
13. Whistle in the Dark (demo) – 3:11 (Barson, Thompson)
14. Last Rag and Bone Man (demo) – 4:15 (Barson, McPherson)